# قرار مجلس الأمن التابع للأمم المتحدة رقم 269
قرار مجلس الأمن التابع للأمم المتحدة رقم 269، المعتمد في 12 أغسطس 1969، أدان حكومة جنوب إفريقيا لرفضها الامتثال للقرار 264، حيث قرر أن استمرار احتلال جنوب غرب إفريقيا (ناميبيا حاليًا) يعد تعديًا شديدًا على سلطة الامم المتحدة. كما دعا القرار جنوب إفريقيا إلى إلغاء إدارتها لجنوب غرب إفريقيا قبل 4 أكتوبر 1969، داعياً جميع الدول إلى الامتناع عن التعامل مع أي من البلدين، مشيراً إلى أنه سينظر في اجتماع آخر إذا لم يتم تنفيذ القرار الحالي لمناقشة مزيد من الإجراءات التي يمكن أن يتخذها المجلس.
اعتُمد القرار بأغلبية 11 صوتاً؛ امتنعت فنلندا وفرنسا والمملكة المتحدة والولايات المتحدة عن التصويت.